# Нурєєв Рудольф Хаметович
Рудольф Хаметович Нурєєв, відомий також як Нурієв (17 березня 1938, Іркутськ — 6 січня 1993, Париж) — радянський і совєцький артист балету татарського походження, балетмейстер. 1961 року не повернувся в СРСР після закордонних гастролей, ставши зіркою лондонського Королівського балету.

## Життєпис
Рудольф Нурєєв народився в поїзді, що прямував до Владивостока, між Іркутськом і Слюдянкою, 17 березня 1938 року. Згідно з документами КДБ, за національністю татарин.
Батько — Хамет Фазлійович Нурієв (1903 — ?), родом з села Асанова Шаріпівської волості Уфімського повіту Уфімської губернії (нині Уфімський район Республіки Башкортостан). Мати — Фаріда Агліуллівна Нурєєва (Ідрісова) (1907 — 1987). Народилася в селі Татарське Тюгульбаєво Кузнечіхінської волості Казанської губернії (нині Алькеєвского району Республіки Татарстан).
Незабаром після народження батько отримав призначення в Москві. У 1941 році Рудольф з матір'ю опинилися в евакуації в Башкирській АРСР. Почав танцювати в дитячому фольклорному ансамблі в Уфі, а в 1955 році вступив до Ленінградського хореографічного училища, навчався у класі Олександра Пушкіна. Після його закінчення в 1958 році Нурєєв став солістом балету театру імені С. М. Кірова (нині — Маріїнський театр).
16 червня 1961 року, перебуваючи на гастролях у Парижі, відмовився повернутися в СРСР, ставши «неповерненцем». Незабаром Нурєєв почав працювати в Королівському балеті (Королівський театр Ковент-Гарден) в Лондоні і швидко став світовою знаменитістю. Отримав австрійське громадянство.
Понад п'ятнадцять років Нурєєв був зіркою лондонського Королівського балету і був постійним партнером видатної англійської балерини Марго Фонтейн. Виступав по всьому світу (в Європі, США, Японії, Австралії і т. д.). Працював дуже інтенсивно, наприклад, в 1975 році число виступів досягло трьохсот. Вважається, що Рудольф Нурєєв повністю змінив пасивну роль танцюриста в класичному балеті.
Від 1983 по 1989 рік Нурєєв був директором балетної трупи паризької Гранд-опера. Не раз виступав на одній сцені з Івет Шовіре. Одне з його головних досягнень у цей період — «відкриття» французької балерини Сільві Гіллем. Брав участь у класичних і сучасних постановках, багато знімався в кіно і на телебаченні, ставив класичні балети.
В останні роки життя виступав як диригент. 1984 року в крові танцюриста виявлено ВІЛ. Хвороба прогресувала і Нурєєв помер від ускладнень СНІДу 6 січня 1993 неподалік від Парижа. Похований на російському кладовищі Сент-Женев'єв-де-Буа під Парижем.

## Приватне життя
Рудольф Нурєєв був гомосексуалом, проте в юності мав і гетеросексуальні стосунки. Після втечі з СРСР 1961 року він зустрівся зі знаменитим данським танцівником Еріком Бруном. Брун і Нурєєв стали парою і зберігали свої стосунки протягом 25 років, до самої смерті Бруна в 1986 році.

## Вшанування пам'яті
- В Іркутську встановлена меморіальна дошка на честь Рудольфа Нурєєва[16]
- В Уфі щорічно проводиться Міжнародний фестиваль балетного мистецтва імені Рудольфа Нурєєва.
- Башкирський державний театр опери та балету і Башкирський державний хореографічний коледж[17] в Уфі названі на його честь.
- У Казані також на сцені Татарського академічного державного театру опери та балету імені Муси Джаліля з 1987 року щорічно, наприкінці весни, проводиться Міжнародний фестиваль класичного балету імені Рудольфа Нурєєва. Фестиваль названий ім'ям танцівника з особистої згоди Рудольфа Нурєєва, який відвідав Казань в 1992 році[18].
- В Уфі були встановлені меморіальна дошка та барельєф на честь Р. Х. Нуреєва.

### Кінематограф
- 2014 — Візит — роль виконав Азамат Ішкін